# 나카니시 시게타다
나카니시 시게타다(일본어: 中西 重忠, 1942년 1월 7일 ~ )는 일본의 생화학자, 분자신경과학자이다. 교토 대학 명예교수이자 오사카 바이오사이언스 연구소 소장이며 G 단백질 연결 수용체에 관한 세계적 권위자로서 알려져 있다. 기후현 오가키시 출신으로 2015년에 문화훈장을 받았다.
누마 쇼사쿠와 함께 멀티 호르몬 전구체의 구조, 유전자, 진화에 관한 연구를 발표한 것으로 유명하며 ‘기억의 근원’으로 알려진 단백질의 NMDA형 글루탐산 수용체의 구조를 세계 최초로 규명했다.

## 주요 경력
- 1966년 : 교토 대학 의학부 졸업(혼조 다스쿠와 동기)
- 1971년 : 교토 대학 대학원 의학연구과 수료(의화학, 효소) ※지도교수 : 다치바나 마사미치, 누마 쇼사쿠, 노자키 미쓰히로, 니시즈카 야스토미)
- 1971년 ~ 1974년 : 미국 국립보건원, 암연구소(NCI), 분자생물학 교실 객원연구원
  - 이후 도미하여 스탠퍼드 대학교 스탠리 코헨 박사와 공동 연구
- 1981년 : 교토 대학 의학부 면역연구시설 제2부문 교수
- 1995년 ~ 2005년 : 교토 대학 대학원 의학연구과 생체정보과학강좌 교수, 생명과학연구과 인지정보학강좌 교수(겸임)
- 2000년 ~ 2002년 : 교토 대학 대학원 의학연구과 과장·의학부장
- 2005년 : 정년 퇴임, 교토 대학 명예교수
- 2005년 ~ 2015년 : 재단법인 오사카 바이오사이언스 연구소 소장[3]
- 2015년 ~ 현재 : 공익재단법인 산토리 생명과학재단 생물유기화학연구소 소장

## 주요 업적
- ACTH 전구체 단백질의 유전자 구조를 해석
- 서브스턴스K 신경 펩티드를 발견
- 신경 펩티드 세포에 작용하는 수용체를 발견
- 글루탐산 수용체의 활성을 저하시키는 신경 작용을 발견

## 수상 경력
- 1977년 : 일본 생화학회 장려상
- 1982년 : 일본 분석화학회 유공상
- 1983년 : 아사히상
- 1987년 : 다케다 의학상
- 1988년 : 이노우에 학술상
- 1989년 : 주니치 문화상
- 1991년 : 발츠상
- 1992년 : 우에하라상
- 1995년 : 브리스톨 마이어스 스퀴브 신경과학상
- 1996년 : 도레이 과학기술상
- 1996년 : 게이오 의학상
- 1997년 : 일본 학사원상·은사상
- 2007년 : 그루버상 신경과학 부문
- 2017년 : Innovators in Science Award(다케다 약품공업·뉴욕 과학 아카데미) 신경과학 The Senior Scientist Award

### 상훈·영예
- 1995년 : 미국 예술 과학 아카데미 외국인 명예회원
- 2000년 : 미국 과학 아카데미 회원
- 2006년 : 문화공로자
- 2009년 : 일본 학사원 회원
- 2015년 : 문화훈장

## 같이 보기
- 나카니시 고지 - 숙부